# 福建华南女子职业学院
福建华南女子职业学院，简称华南女院，是中华人民共和国的一所全日制专科民办普通高等职业学校，位于福建省福州市。
1984年10月，福建华南女子职业学院成立。
学校分为旗山校区和烟台山校区两个部分，占地250.72亩。